# Anier García
Anier Octavio García Ortíz (Santiago de Cuba, 9 maart 1976) is een voormalige Cubaanse atleet, die was gespecialiseerd in de 110 m horden. Hij werd kampioen in deze discipline en nam in totaal driemaal deel aan de Olympische Spelen.

## Biografie

### Wereldindoorkampioen
Zijn eerste internationale succes behaalde García in 1995 op de Pan-Amerikaanse jeugdkampioenschappen in Santiago, waar hij op de 110 m horden goud won voor de Amerikaan Jeremichael Williams (zilver) en de Jamaicaan Maurice Wignall (brons). Een jaar later won hij dit nummer ook op de Ibero-Amerikaanse kampioenschappen. Zijn eerste grote succes behaalde hij in 1997 door op de 60 m horden wereldindoorkampioen te worden in Parijs en de Brit Colin Jackson en de Amerikaan Tony Dees te verslaan. Op de Olympische Spelen van 1996 in Atlanta sneuvelde hij in de kwartfinales met een tijd van 13,58 s.

### Olympisch kampioen
Vier jaar later, op de Olympische Spelen van 2000 in Sydney, won hij echter een gouden medaille in de Cubaanse recordtijd van 13,00. Hij was hiermee de tweede Cubaanse olympische kampioen na Alberto Juantorena, die in 1976 goud won op de 400 en de 800 m.
Op de wereldkampioenschappen van 2009 in Sevilla en op de WK van 2001 in Edmonton werd Anier García tweede. In 2003 nam hij nog wel deel aan de wereldindoorkampioenschappen, waar hij op de 60 m horden tweede werd achter de Amerikaan Allen Johnson. Maar daarna moest hij vanwege een blessure de WK van 2003 in Parijs aan zich voorbij laten gaan.
García was Cuba's grootste hoop op de Olympische Spelen van 2004 in Athene om olympisch goud te winnen. Hij won echter een bronzen medaille. Op de WK van 2005 in Helsinki werd hij uitgeschakeld in de halve finale met een achtste plaats.

### Einde atletiekloopbaan
Op 3 oktober 2008 liet Anier García via de website ESPN bekendmaken, dat hij een punt zette achter zijn atletiekcarrière. De 32-jarige Cubaan bleek te veel hinder te ondervinden van langdurige blessures.

## Titels
- Olympisch kampioen 110 m horden - 2000
- Wereldindoorkampioen 60 m horden - 1997
- Ibero-Amerikaans kampioen 110 m horden - 1996
- Cubaans kampioen 110 m horden - 1997, 1998, 1999, 2000, 2001, 2005
- Pan-Amerikaans jeugdkampioen 110 m horden - 1995

## Persoonlijke records
Outdoor
| Onderdeel    | Prestatie | Plaats            | Datum       |
| ------------ | --------- | ----------------- | ----------- |
| 110 m horden | 13,00 s   | 25 september 2000 | Sydney      |
| 200 m        | 22,99 s   | 22 mei 2004       | Mexico-Stad |

Indoor
| Onderdeel   | Prestatie | Datum            | Plaats |
| ----------- | --------- | ---------------- | ------ |
| 50 m horden | 6,36 s    | 13 februari 2000 | Liévin |
| 60 m horden | 7,37 s    | 9 februari 2000  | Pireás |

## Palmares

### 60 m horden
- 1997:  WK indoor - 7,48 s
- 1999: 6e WK indoor - 7,59 s
- 2001:  WK indoor - 7,54 s
- 2003:  WK indoor - 7,49 s

### 110 m horden
Kampioenschappen
- 1994: 5e WJK - 14,05 s
- 1995:  Pan-Amerikaanse jeugdkampioenschappen - 13,84 s
- 1996:  Ibero-Amerikaanse kampioenschappen - 13,39 s
- 1998:  Centraal-Amerikaanse en Caribische Spelen - 13,27 s
- 1998:  Wereldbeker - 13,14 s
- 1999:  Pan-Amerikaanse Spelen - 13,17 s
- 1999:  WK - 13,07 s
- 2000:  OS - 13,00 s
- 2001:  Goodwill Games - 13,20 s
- 2001:  Grand Prix - 13,22 s
- 2001:  WK - 13,07 s
- 2002:  Wereldbeker - 13,10 s
- 2004:  OS - 13,20 s

Golden League-podiumplekken
- 1999:  ISTAF – 13,38 s
- 2000:  Weltklasse Zürich – 13,23 s
- 2000:  Herculis – 13,18 s
- 2001:  Meeting Gaz de France – 13,23 s
- 2001:  Herculis – 13,19 s
- 2001:  Memorial Van Damme – 13,07 s
- 2001:  ISTAF – 13,15 s
- 2002:  Meeting Gaz de France – 13,14 s

1896: Tom Curtis ·
1900: Alvin Kraenzlein ·
1904: Frederick Schule ·
1908: Forrest Smithson ·
1912: Fred Kelly ·
1920: Earl Thomson ·
1924: Daniel Kinsey ·
1928: Sydney Atkinson ·
1932: George Saling ·
1936: Forrest Towns ·
1948: William Porter ·
1952: Harrison Dillard ·
1956: Lee Calhoun ·
1960: Lee Calhoun ·
1964: Hayes Jones ·
1968: Willie Davenport ·
1972: Rod Milburn ·
1976: Guy Drut ·
1980: Thomas Munkelt ·
1984: Roger Kingdom ·
1988: Roger Kingdom ·
1992: Mark McKoy ·
1996: Allen Johnson ·
2000: Anier García ·
2004: Liu Xiang ·
2008: Dayron Robles ·
2012: Aries Merritt ·
2016: Omar McLeod ·
2020: Hansle Parchment ·
2024: Grant Holloway